# ناگوماری
ناگوماری (گرجی: ნაგომარი) یک روستا در شهرداری ازورگتی ناحیه گوریا در غرب گرجستان است.